# ویپانی (نیوجرسی)
ویپانی (به انگلیسی: Whippany) یک منطقهٔ مسکونی در ایالات متحده آمریکا است که در هانوفر (نیوجرسی) واقع شده‌است. ویپانی ۷۱ متر بالاتر از سطح دریا واقع شده‌است.